# Sommer-Paralympics 2012/Boccia
Bei den Sommer-Paralympics 2012 in London wurden in insgesamt sieben Wettbewerben im Boccia Medaillen vergeben. Die Entscheidungen fielen zwischen dem 2. September und dem 8. September 2008 im ExCel.

## Klassen
Im Boccia durften bei den Paralympics Athleten mit einer Infantilen Zerebralparese oder anderen größeren Körperbehinderungen an den Start gehen. Die Klassifikation geht von BC1 bis BC4.

## Ergebnisse
Es nahmen insgesamt 104 Athleten an den paralympischen Bocciawettkämpfen teil. Männer und Frauen starteten gemischt im Team (zwei Entscheidungen), im Doppel (1) und im Einzel (4).

### Einzel BC1
Insgesamt nahmen 19 Athleten aus 15 Nationen an dem Wettkampf teil.
| Platz | Land                   | Sportler                       |
| ----- | ---------------------- | ------------------------------ |
| 1     | Thailand               | Pattaya Tadtong                |
| 2     | Vereinigtes Königreich | David Smith                    |
| 3     | Norwegen               | Roger Aandalen                 |
| 4     | Brasilien              | José Carlos Chagas de Oliveira |
| 5     | Portugal               | João Paulo Fernandes           |
| 6     | Volksrepublik China    | Qi Zhang                       |
| 7     | Thailand               | Witsanu Huadpradit             |
| 8     | Südkorea               | Myeong-Su Kim                  |

Datum: 5. bis 8. September 2012

### Einzel BC2
Insgesamt nahmen 29 Teilnehmer aus 15 Nationen an dem Wettbewerb teil, der als Ausscheidungsturnier durchgeführt wurde.
| Platz | Land                   | Sportler            |
| ----- | ---------------------- | ------------------- |
| 1     | Brasilien              | Maciel Sousa Santos |
| 2     | Volksrepublik China    | Yan Zhiqiang        |
| 3     | Südkorea               | So-Yeong Jeong      |
| 4     | Volksrepublik China    | Kai Zhong           |
| 5     | Portugal               | Abilio Valente      |
| 6     | Hongkong               | Hiu Lam Yeung       |
| 7     | Vereinigtes Königreich | Nigel Murray        |
| 8     | Südkorea               | Jeong-Min Sohn      |

Datum: 5. bis 8. September 2012

### Einzel BC3
Insgesamt nahmen 24 Athleten aus 14 Nationen an dem Turnier, das im K.-o.-System gespielt wurde, teil.
| Platz | Land         | Sportler                  |
| ----- | ------------ | ------------------------- |
| 1     | Südkorea     | Ye-Jin Choi               |
| 2     | Südkorea     | Ho-Won Jeong              |
| 3     | Portugal     | José Macedo               |
| 4     | Südkorea     | Kim Han-soo               |
| 5     | Griechenland | Grigorios Polychronidis   |
| 6     | Belgien      | Kirsten de Laender        |
| 7     | Singapur     | Nurul Binte Mohammad Taha |
| 8     | Portugal     | Armando Costa             |

Datum: 5. bis 8. September 2012

### Einzel BC4
Insgesamt nahmen 16 Athleten aus 19 Nationen an dem Turnier, das im K.-o.-System gespielt wurde, teil.
| Platz | Land                   | Sportler             |
| ----- | ---------------------- | -------------------- |
| 1     | Brasilien              | Dirceu Pinto         |
| 2     | Volksrepublik China    | Yuansen Zheng        |
| 3     | Brasilien              | Eliseu Santos        |
| 4     | Vereinigtes Königreich | Stephen McGuire      |
| 5     | Hongkong               | Yuk Wing Leung       |
| 6     | Tschechien             | Radek Procházka      |
| 7     | Hongkong               | Vivian (wai Yan) Lau |
| 8     | Vereinigtes Königreich | Peter McGuire        |

Datum: 5. bis 8. September 2012

### Team BC3
Zunächst wurde in zwei Gruppen mit jeweils vier Teams gespielt. Die Gruppensieger sowie die Zweitplatzierten qualifizierten sich anschließend für das Halbfinale, welches wie das Finale im K.-o.-System durchgeführt wurde.
| Platz | Land                   | Team                                                             |
| ----- | ---------------------- | ---------------------------------------------------------------- |
| 1     | Griechenland           | Maria-Eleni Kordali Nikolaos Pananos Grigorios Polychronidis     |
| 2     | Portugal               | Armando Costa José Macedo Luis Silva                             |
| 3     | Belgien                | Pieter Cilissen Kirsten de Laender Pieter Verlinden              |
| 4     | Südkorea               | Ye-Jin Choi Ho-Won Jeong Kim Han-soo                             |
| 5     | Vereinigtes Königreich | Jessica Hunter Scott McCowan Jacob Thomas                        |
| 5     | Kanada                 | Bruno Garneau Paul Gauthier Monica Martino                       |
| 5     | Thailand               | Somboon Chaipanich Tanimpat Visaratanunta                        |
| 5     | Spanien                | Veronica Pamies Morera Sandra Pena Cortes Jose Rodriguez Vazquez |

Datum: 2. bis 4. September 2012

### Doppel BC4
Zunächst wurde in zwei Gruppen mit jeweils vier Teams gespielt. Die Gruppensieger sowie die Zweitplatzierten qualifizierten sich anschließend für das Halbfinale, welches wie das Finale im K.-o.-System durchgeführt wurde.
| Platz | Land                   | Team                                |
| ----- | ---------------------- | ----------------------------------- |
| 1     | Brasilien              | Eliseu dos Santos Dirceu José Pinto |
| 2     | Tschechien             | Leos Lacina Radek Procházka         |
| 3     | Kanada                 | Marco Dispaltro Josh vander Vies    |
| 4     | Vereinigtes Königreich | Peter McGuire Stephen McGuire       |
| 5     | Hongkong               | Vivian (wai Yan) Lau Yuk Wing Leung |
| 5     | Kanada                 | Susana Barroso Domingos Vieira      |
| 5     | Thailand               | Pornchok Larpyen Sataporn Yoojaroen |
| 5     | Slowakei               | Robert Durkovic Martin Streharsky   |

Datum: 2. bis 4. September 2012

### Team BC1/BC2
Zunächst wurde in vier Gruppen mit jeweils drei Teams gespielt. Die Gruppensieger sowie die Zweitplatzierten qualifizierten sich anschließend für das Viertelfinale, dieses und die restlichen Spiele wurden im K.-o.-System durchgeführt.
| Platz | Land                   | Team                                                                                           |
| ----- | ---------------------- | ---------------------------------------------------------------------------------------------- |
| 1     | Thailand               | Witsanu Huadpradit Mongkol Jitsa-Ngiem Pattaya Tadtong Watcharaphon Vongsa                     |
| 2     | Volksrepublik China    | Zhiqiang Yan Weibo Yuan Qi Zhang Kai Zhong                                                     |
| 3     | Vereinigtes Königreich | Dan Bentley Nigel Murray Zoe Robinson David Smith                                              |
| 4     | Portugal               | João Paulo Fernandes Fernando Ferreira Cristina Goncalves Abílio Valente                       |
| 5     | Südkorea               | So-Yeong Jeong Kwang-Min Ji Myeong-Su Kim Jeong-Min Sohn                                       |
| 5     | Japan                  | Taemi Akimoto Takayuki Hirose Yuriko Shibayama Hidetaka Sugimura                               |
| 5     | Brasilien              | José Carlos Chagas de Oliveira Luísa Lisboa dos Reis Natali Mello de Faria Maciel Sousa Santos |
| 5     | Hongkong               | Karen Kwok Mei Yee Leung Kam Lung Wong Hiu Lam Yeung                                           |

Datum: 2. bis 4. September 2012

## Medaillenspiegel Boccia
| Medaillenspiegel Boccia | Medaillenspiegel Boccia | Medaillenspiegel Boccia | Medaillenspiegel Boccia | Medaillenspiegel Boccia | Medaillenspiegel Boccia |
| Platz                   | Land                    | G                       | S                       | B                       | Gesamt                  |
| ----------------------- | ----------------------- | ----------------------- | ----------------------- | ----------------------- | ----------------------- |
| 01                      | Brasilien               | 3                       | –                       | 1                       | 4                       |
| 01                      | Thailand                | 2                       | –                       | –                       | 2                       |
| 03                      | Südkorea                | 1                       | 1                       | 1                       | 3                       |
| 04                      | Griechenland            | 1                       | –                       | –                       | 1                       |
| 05                      | China                   | –                       | 3                       | –                       | 3                       |
| 06                      | Großbritannien          | –                       | 1                       | 1                       | 2                       |
| 06                      | Portugal                | –                       | 1                       | 1                       | 2                       |
| 08                      | Tschechien              | –                       | 1                       | –                       | 1                       |
| 09                      | Belgien                 | –                       | –                       | 1                       | 1                       |
| 09                      | Kanada                  | –                       | –                       | 1                       | 1                       |
| 09                      | Norwegen                | –                       | –                       | 1                       | 1                       |